# Большая Италия

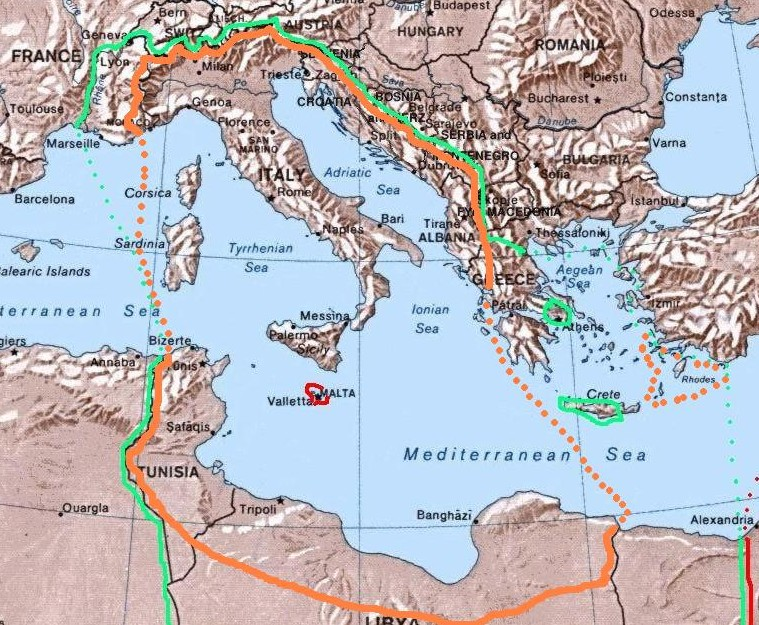
Карта «Большой Италии».
Территории, планируемые для присоединения, в проекте 1940 года
Территории под контролем Италии в ноябре 1942 года
Территории под контролем Великобритании в ноябре 1942 года

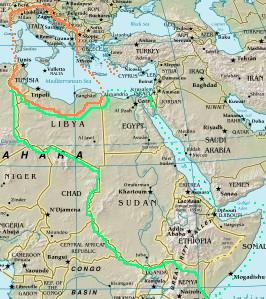
Карта Большой Италии согласно проекту 1940 в случае победы Италии во Второй мировой войне (оранжевая линия границы «Итальянской метрополии», зеленая линия — границы расширенной «Итальянской империи»)

Больша́я Ита́лия (итал. Grande Italia), или Импе́рская Ита́лия (итал. Italia Imperiale) — амбициозный проект, задуманный в фашистской Италии и впервые озвученный губернатором Додеканеса Чезаре-Мария де Векки в 1936 году.
Целью этого проекта было создание Итальянской империи, которая кроме территорий, бывших давними объектами претензий ирредентистов, как то Корсика, Ницца, Корфу, Далмация, Мальта — включила бы в себя дополнительные средиземноморские владения с итальянским населением, или же находящиеся в итальянской сфере влияния. К таким территориям сторонники Большой Италии причисляли Албанию, Черногорию, Северный Тунис. Они же настаивали на более тесной инкорпорации Северной Ливии, завоёванной («в общих чертах») в 1911—1912 годах. Проект подразумевал создание Итальянского государства, в котором неитальянские элементы ассимилировались бы и поощрялась итальянская колонизация. Предполагаемая экспансия помогла бы Италии восстановить господство в Средиземноморье, утраченное после падения Римской империи. Также планировалась экспансия на регион всей Северо-Восточной Африки, включая Египет.
В ходе подготовки войны с Францией, в 1940 году, фашистский режим «взял прицел» на Корсику, Ниццу, Савойю, Тунис и Джибути. А министр иностранных дел граф Чиано выступил 10 июня 1940 года с идеей раздела Швейцарии между Германией и Италией: к последней могли бы отойти кантоны Тичино, Граубюнден и Вале.